# Teossènie
Le Teossènie (greco antico Θεοξένια) erano feste dell'antica Grecia, pubbliche o private, durante le quali veniva offerto un banchetto rituale a una o più divinità considerate presenti in qualità di ospiti, e al quale potevano o meno partecipare anche i fedeli.

## Descrizione
Nella loro pratica celebrativa, le Teossènie erano dunque affini ai lectisternia latini.
Fra le Teossènie pubbliche a noi meglio note si annoverano quelle delfiche in onore di Apollo, che avevano luogo durante il mese delfico di Teossènio (Θεοξένιος, equivalente al mese di Elafebolione): per esse Pindaro compose il VI Peana. Da notare come un'epiclesi che qualificava il dio Apollo come protettore degli ospiti (xénoi, Gr. ξένοι) e dell'ospitalità (xenía, Gr. ξενία), fosse proprio Theoxénios (Θεοξένιος).
Sempre dedicate ad Apollo erano le Teossènie di Pellene, in Acaia.
Carattere privato avevano invece quelle che, ad Agrigento, si svolgevano in onore di Elena e dei Dioscuri.